# اندرسای
اَندَرسای (به لاتین: Andarsoy) یک منطقهٔ مسکونی در تاجیکستان است که در ولایت سغد واقع شده‌است.